# NRP Setúbal (P363)
O NRP Setúbal (P363) é um navio-patrulha oceânico da classe Viana do Castelo da Marinha Portuguesa resultante do projeto NPO 2000.
O navio foi construído pelos estaleiros West Sea em Viana do Castelo.

## Cronologia
- A 13 de Setembro de 2017 o NRP Setúbal foi lançado à água.[2]

- a 28 de Dezembro de 2018 o NRP Setúbal foi entregue à Marinha.[3]

- A 6 de Fevereiro de 2019 o NRP Setúbal foi baptizado nos estaleiros de Viana do Castelo tendo como madrinha a Dra. Jessica Rachel Hallett.[4]

## Ligações Externas
- «NRP Setúbal». Marinha Portuguesa. Consultado em 3 de Junho de 2022